# جون كاتس (فارس)
جون كاتس (بالإنجليزية: John Cutts)‏ هو فارس أسترالي، ولد في 1829 في سيدني في أستراليا، وتوفي في 6 سبتمبر 1872 في رندويك ‏ في أستراليا.